# Mandroclès
Mandroclès [Μανδροκλέης (Mandrokléês )] est un architecte grec du VIe siècle av. J.-C. et originaire de Samos.
Entré au service de l'empereur perse Darius Ier, il construit pour lui un pont sur le Bosphore afin que les troupes perses puissent pénétrer en Thrace. Royalement récompensé par Darius, il consacre une partie de la récompense à la déesse Héra de Samos avec un tableau représentant le pont et une épigramme où il exprime sa fierté d'avoir été reconnu par le roi, tout en mettant en avant son origine samienne.